# Vogue (sigaret)
Vogue is een sigarettenmerk. Het merk bestaat in drie variëteiten: gewoon, Menthol en Light. De sigaretten zijn ongeveer drie tot vier keer dunner dan een gewone sigaret. De sigaret wordt geproduceerd door British American Tobacco.